# Billé
Billé (tiếng Breton: Bilieg, Gallo: Bilhae) là một xã của tỉnh Ille-et-Vilaine, thuộc vùng Bretagne, miền tây bắc nước Pháp.

## Dân số
Người dân ở Billé được gọi là Billéens.